# Wasted Love
Wasted Love – singel austriackiego piosenkarza JJ-a wydany 6 marca 2025 roku, nakładem wytwórni Manifester i Warner. 
Kompozycja reprezentowała Austrię i zwyciężyła 69. Konkurs Piosenki Eurowizji w Bazylei, otrzymując łącznie 436 punktów.

## Tło i kompozycja
Utwór został napisany przez samego piosenkarza we współpracy z Teodorą „Teya” Špirić i Thomasem Thurnerem a za produkcję odpowiada Pele Loriano oraz Wojciech Kostrzewa. Utwór jest określany jako mieszanka popu, opery i techno. Piosenka opowiada o udręce nieodwzajemnionej miłości, autor przytłoczony „oceanem miłości” obserwuje jak ukochana osoba oddala się obawiając się siły tych uczuć. Pomimo prób ocalenia relacji, bohater zostaje pozostawiony sam sobie, dryfując w emocjonalnej pustce. 
Teledysk do utworu został wydany wraz z utworem 6 marca 2025 i został opublikowany na kanale Eurovision Song Contest w serwisie YouTube. Klip wyreżyserował wiedeński filmowiec Vesely Marek który określił teledysk „wizualną podróżą w głąb otchłani nieodwzajemnionej miłości, podkreślanej elementami dramatycznymi”.

## Konkurs Piosenki Eurowizji
7 września 2024 austriacki nadawca Österreichischer Rundfunk (ORF) potwierdził swój udział w konkursie oraz zapowiedział, że wybierze swojego reprezentanta wewnętrznie. W październiku 2024 media zaczęły informować, że stacja miała otrzymać zgłoszenia do wewnętrznych selekcji m. in od: The Makemakes, Johannesa Pietscha, Kayla Krystina, Nnoa i Philipa Pillera. 30 stycznia 2025 ogłoszono, że na reprezentanta wybrano Johannesa Pietscha ps. JJ  z utworem „Wasted Love”. Utwór został zaprezentowany podczas drugiego półfinału 15 maja 2025 i awansował do finału.

## Notowania
| Kraj            | Lista (2025)                      | Najwyższa pozycja |
| --------------- | --------------------------------- | ----------------- |
| Austria         | Ö3 Austria Top 40                 | 1                 |
| Belgia          | Ultratop 50 Singles (Flandria)    | 28                |
| Finlandia       | Suomen virallinen lista           | 10                |
| Grecja          | IFPI Greece                       | 1                 |
| Holandia        | Dutch Single Top 100              | 36                |
| Irlandia        | Top 100 Singles                   | 53                |
| Islandia        | Tónlistinn                        | 10                |
| Litwa           | Singlų Top 100                    | 5                 |
| Luksemburg      | Billboard                         | 8                 |
| Łotwa           | LaIPA                             | 6                 |
| Niemcy          | GfK Entertainment                 | 13                |
| Norwegia        | VG-lista                          | 27                |
| Polska          | OLiS – single w streamie          | 34                |
| Portugalia      | Associação Fonográfica Portuguesa | 77                |
| Szwajcaria      | Singles Top 100                   | 3                 |
| Szwecja         | Sverigetopplistan                 | 8                 |
| Świat           | Billboard Global 200              | 167               |
| Wielka Brytania | UK singles chart                  | 53                |